# Sicard de Bénévent
Pour les articles homonymes, voir Sicard et Sicardo.
Sicard de Bénévent (en italien : Sicardo di Benevento) est prince lombard de Bénévent d'octobre 832 à juillet/août 839. Il est le dernier prince bénéventin à dominer la plus grande partie du Mezzogiorno, alors appelé Langobardia Minor, c'est-à-dire la « Lombardie mineure » ou « petite Lombardie ».

## Biographie

Le duché lombard de Bénévent au VIIIe siècle.

Sicard est le fils et successeur du prince Sicon, originaire de la cité de Spolète. Peu après son avènement, il s'empare et détruit Amalfi, et fait déporter un grand nombre de ses habitants à Salerne (ils ne retourneront dans leur ville qu'à la mort de Sicard).
C'est au cours des luttes entre le prince Sicard et le duc André II de Naples (834-840) que les lombards se heurtent pour la première fois aux bandes de musulmans attirés en Campanie par les napolitains. Les Arabes venant de Sicile contournent Otrante, débarquent à Brindisi et prennent la ville ; Sicard accourt pour les en chasser mais sa cavalerie tombe dans un piège tendu par les envahisseurs et périt en nombre pendant que le prince réussit à s'échapper à grand peine.
L'assassinat en juillet/août 839, après un règne de 6 ans et 10 mois selon le « Chronicon Salernitanum », de Sicard, prince guerrier et bâtisseur, marque le début d'une longue période d'instabilité chez les Lombards du sud de l'Italie avec la division puis l'éclatement de la principauté lombarde de Bénévent, Salerne puis Capoue devenant les sièges de deux principautés lombardes indépendantes.
Sicard fut remplacé en août 839 par son trésorier nommé Radelchis (mort en 851), qui ne fut peut-être pas étranger à l'élimination de son prince. Son frère Siconolf qui avait été exilé à Tarente en profite pour rassembler un parti de mécontents et déclarer l'indépendance en décembre de la principauté de Salerne, pendant que les Amalfitains profitent eux-mêmes de la situation pour recouvrer eux aussi leur indépendance et se constituer en État autonome dirigés par des préfets annuels jusqu'en 859.
L'affaiblissement du pouvoir lombard en Italie méridionale profite d'abord aux pirates sarrasins, puis aux aventuriers normands qui, au XIe siècle, supplanteront la noblesse lombarde et deviendront les nouveaux maîtres de la région.

## Sources primaires
- (la) Erchempert, Historia Langobardorum Beneventanorum
- (de + la) Chronica Sancti Benedicti Casinensis
- Chronicon Salernitanum

## Sources secondaires
- L'art de vérifier les dates Chronologie historique des ducs de Bénévent
- René Poupardin, Études sur l'histoire des principautés lombardes de l'Italie méridionale et de leurs rapports avec l'Empire franc. Paris : Champion, 1907. [Lire en ligne (Internet Archive)]